# 1985-ös cannes-i filmfesztivál
A 38. Cannes-i Nemzetközi Filmfesztivál 1985. május 8. és 20. között került megrendezésre, Miloš Forman amerikai filmrendező elnökletével. A hivatalos versenyprogramban 20 nagyjátékfilm és mindössze 4 rövidfilm szerepelt; versenyen kívül 10, míg az Un certain regard szekcióban 17 alkotást vetítettek. A párhuzamos rendezvények Kritikusok Hete szekciójában 8 filmet mutattak be, a Rendezők Kéthete elnevezésű szekció keretében pedig 18 nagyjátékfilm vetítésére került sor.

## Az 1985. évi fesztivál

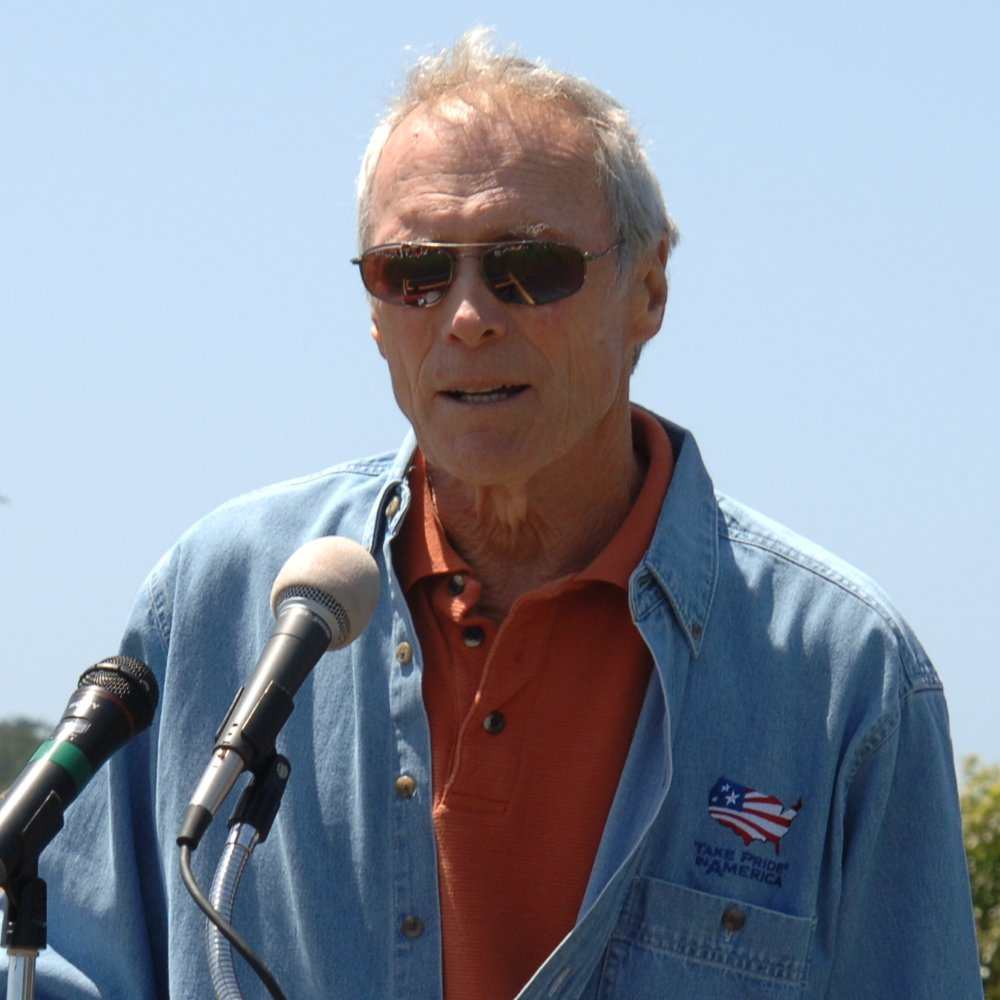
Clint Eastwood, 20 évvel később

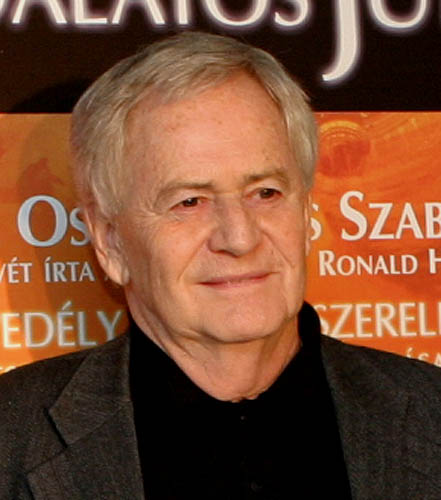
Szabó István, 2004

Ezen a filmes seregszemlén kevesebben jelentek meg a régi megszokott sztárok közül, noha a rendezők között feltűntek olyan „nagy öregek”, mint Joseph Losey és Mario Monicelli, az őket követő korosztályt képviselő Jean-Luc Godard, Claude Chabrol és Woody Allen, valamint a már nevet szerzett fiatalabbak: André Téchiné, Alan Parker és Wim Wenders. Ott volt Clint Eastwood is, akinek filmjét (Fakó lovas) mind a kritika, mind pedig a közönség fanyalogva fogadta.
A neves személyiségeket felsorakoztató zsűri egy fiatal, jugoszláv filmest fogadott kegyeibe és indított el a világhírnév felé: az Arany Pálmát A papa szolgálati útra ment 31 éves rendezője, Emir Kusturica vehette át. E film megkapta a FIPRESCI-díját is, megosztva Woody Allen Kairó bíbor rózsája című romantikus vígjátékával. Külön nagydíjat kapott Alan Parker Madárkája, a zsűri díját nyerte a magyar Redl ezredes, a legjobb rendezésért pedig André Téchiné kapott elismerést. A fesztiválhoz való legjobb művészi hozzájárulás díját Misima Jukio, 1970-ben szeppukut (harakirit) elkövető világhírű japán író életét négy fejezetben feldolgozó filmjéért Paul Schrader vehette át. Cannes ismét megelőzte kissé a korát: Norma Aleandro (A hivatalos változat) mellett a legjobb női alakítás díját vehette át az amerikai énekes-színésznő, Cher (A maszk), ami lendített karrierjén, lehetővé tette, hogy válogasson a jó szerepekben és 1987-ben eljusson az Oscar-díjhoz. A legjobb férfi alakítás díját William Hurt (A pókasszony csókja) kapta, részben visszaigazolásaként annak a kemény munkának is, amelyet az utóbbi öt évben fajsúlyos szerepeinek megformálásával végzett.
Az eredményhirdetésnél egy kis technikai újítást vezettek be: kihangsúlyozandó, hogy felvállalják ítéletüket, a zsűri tagjai mindannyian megjelentek az emelvényen.
A fotósok elsősorban a fesztivál két újonnan felfedezett filmcsillagjára, Nicolas Cage-re (Madárka) és Juliette Binoche-ra (Randevú) vadásztak; és persze a Nathalie Baye–Johnny Hallyday ügyeletes francia „álompárra”. Látható volt ugyanakkor az „álompár” már sokat tapasztalt partnere, Claude Brasseur (Détective), Michel Piccoli (Agyő, Bonaparte!), Tony Curtis és Theresa Russell (A színésznő és a relativitás), Marcello Mastroianni (Mattia Pascal két élete), Klaus Maria Brandauer (Redl ezredes), Juliette Binoche oldalán Jean-Louis Trintignant (Randevú), Stéphane Audran (Pulyka parázson, Night Magic), Coluche (A háború bolondja), Harrison Ford és Kelly MacGillis (A kis szemtanú), továbbá Vanessa Redgrave oldalán, a zsűriben helyet foglaló Sarah Miles (Gőzben).
A fesztivál versenyen kívül vetített filmekkel tisztelgett James Stewart (The Glenn Miller Story) és Manoel de Oliveira (A király kegyeltje), továbbá François Truffaut előtt, akinek a munkásságáról szóló dokumentumfilmet (Vivement Truffaut), a benne megszólaló szinte valamennyi művész előtt, külön vetítésen mutatták be. Más neves filmrendezők is feltűntek a vásznon: Kuroszava Akira, a róla készített A.K. című portréfilmben, vagy Werner Herzog Wim Wenders Tokyo-Ga című dokumentumfilmjében.
A Rendezők Kéthete mezőnyéből kiemelkedett Mike Newell: Csak egy tánc volt, Pupi Avati: Banktisztviselők, és Francisco J. Lombardi: A város és a kutyák című alkotása. A legnagyobb sikert a Rosanna Arquette és Madonna főszereplésével forgatott Kétségbeesve keresem Susant című film aratta – a vetítés végén több mint negyedórás ováció fogadta Susan Seidelman rendezőnőt és a szereplőket.
A magyar filmművészetet a versenyben Szabó Istvánnak Alfred Redl, magas rangú K. u. k. tiszt élettörténetét feldolgozó Redl ezredes című alkotása képviselte, amelyet a zsűri díjra érdemesített. A Rendezők Kéthete keretében vetítették Kovácsi János Megfelelő ember kényes feladatra című filmjét. Magyar vonatkozásként megemlíthető még, hogy A maszk című amerikai romantikus film operatőre Kovács László  volt.
A fesztiválra kiutazott hivatalos magyar filmdelegáció tagjai voltak: Marx József, az Objektív Filmstúdió vezetője, Szabó István és Kovácsi János filmrendezők, Koltai Lajos operatőr, valamint Eperjes Károly színész.

## Zsűri

### Versenyprogram
- Miloš Forman, filmrendező –  Amerikai Egyesült Államok – a zsűri elnöke
- Claude Imbert, újságíró –  Franciaország
- Edwin Zbonek, a Filmintézet hivatalos képviselője –  Ausztria
- Francis Veber, forgatókönyvíró-rendező –  Franciaország
- Jorge Amado, író –  Brazília
- Mauro Bolognini, filmrendező –  Olaszország
- Michel Pérez, filmkritikus –  Franciaország
- Moses Rothman, filmproducer –  Amerikai Egyesült Államok
- Néstor Almendros, operatőr –  Argentína
- Sarah Miles, színésznő –  Egyesült Királyság

### Arany Kamera
- Bernard Jubard, filmtörténész –  Franciaország
- Bertrand Van Effentere, filmrendező –  Franciaország
- Joël Magny, filmkritikus –  Franciaország
- Jose Vieira Marques, filmkedvelő –  Portugália
- Lorenzo Codelli, újságíró –  Olaszország
- Peter Cowie, újságíró –  Egyesült Királyság

## Hivatalos válogatás

### Nagyjátékfilmek versenye

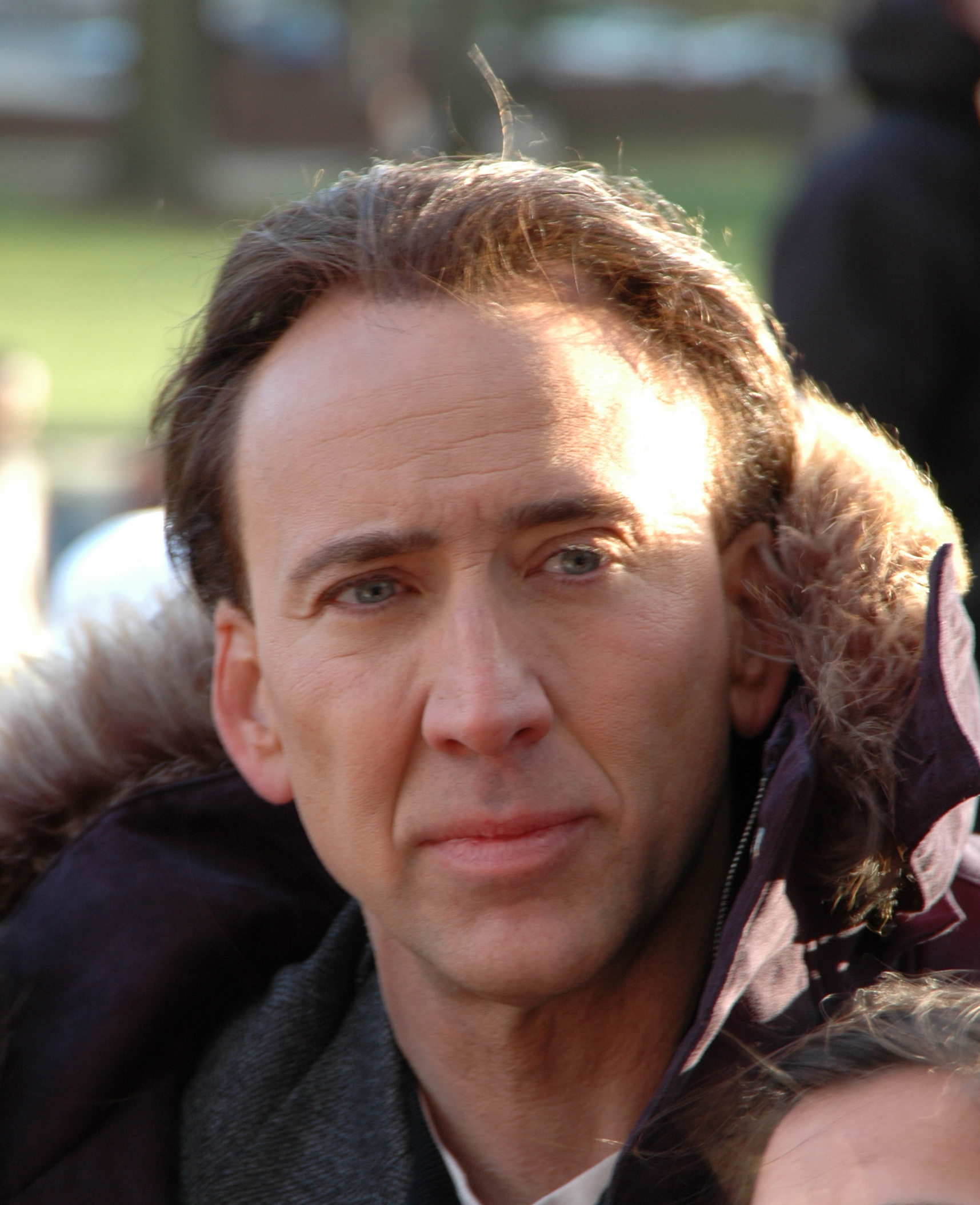
Nicolas Cage, a Madárka egyik főszereplője, 2007-ben

- Adieu Bonaparte (Agyő, Bonaparte!)[5] – rendező: Youssef Chahine
- Birdy (Madárka) – rendező: Alan Parker
- Bliss – rendező: Ray Lawrence
- Derborence – rendező: Francis Reusser
- Détective (A detektív) – rendező: Jean-Luc Godard
- Insignificance (A színésznő és a relativitás) – rendező: Nicolas Roeg
- Joshua Then and Now (Légy bátor és erős) – rendező: Ted Kotcheff
- Kiss of the Spider Woman (A pókasszony csókja) – rendező: Hector Babenco
- La historia oficial (A hivatalos változat) – rendező: Luis Puenzo
- Le due vite di Mattia Pascal (Mattia Pascal két élete) – rendező: Mario Monicelli
- Mask (Maszk) – rendező: Peter Bogdanovich
- Mishima: A Life in Four Chapters  (Mishima)– rendező: Paul Schrader
- Redl ezredes – rendező: Szabó István
- Otac na sluzbenom putu (A papa szolgálati útra ment) – rendező: Emir Kusturica
- Pale Rider (Fakó lovas) – rendező: Clint Eastwood
- Poulet au vinaigre (Ecetes csirke) [6] – rendező: Claude Chabrol
- Rendez-vous (Randevú) – rendező: André Téchiné
- Szaraba hakobune – rendező: Terajama Sudzsi
- Scemo di guerra (A háború bolondja) – rendező: Dino Risi
- The Coca-Cola Kid (Coca Cola kölyök) – rendező: Dušan Makaveje

### Nagyjátékfilmek versenyen kívül
- Die Nacht – rendező: Hans-Jürgen Syberberg
- Jumping (Ugrálás)[5] – rendező: Tezuka Oszamu
- Le soulier de satin (A király kegyeltje) – rendező: Manoel de Oliveira
- Le temps détruit – rendező: Pierre Beuchot
- Night Magic – rendező: Lewis Furey
- Steaming (Gőzben) – rendező: Joseph Losey
- The Emerald Forest (Smaragderdő) – rendező: John Boorman
- The Glenn Miller Story (Glenn Miller élete) – rendező: Anthony Mann
- The Purple Rose of Cairo (Kairó bíbor rózsája) – rendező: Woody Allen
- Witness (A kis szemtanú) – rendező: Peter Weir

### Un certain regard
- A Private Function (Magánpraxis)[5] – rendező: Malcolm Mowbray
- A.K. – rendező: Chris Marker
- Ad Sof Halaylah (Amikor leszáll az éj) – rendező: Eitan Green
- Das Mal des Todes – rendező: Peter Handke
- Dediscina – rendező: Matjaz Klopcic
- Han Je (寒夜, Han Ye) – rendező: Csüe Ven (闕文, Que Wen)
- Himacuri – rendező: Janagimacsi  Micuo
- Il diavolo sulla collina – rendező: Vittorio Cottafavi
- Latino – rendező: Haskell Wexler
- Le thé au harem d'Archimède (Tea Arkhimédesz háremében) – rendező: Mehdi Charef
- Milij, dorogoj, ljubimij, egyinsztvennij (Милый, дорогой, любимый, единственный) (Kedves, drága, egyetlenem) – rendező: Dinara Kuldasevna Aszanova
- Monsieur de Pourceaugnac – rendező: Michel Mitrani
- Mystère Alexina (Alexina titka) – rendező: René Féret
- Oriana – rendező: Fina Torres
- Padre nuestro – rendező: Francisco Regueiro
- Tokyo-Ga – rendező: Wim Wenders
- Une femme en Afrique – rendező: Raymond Depardon

### Rövidfilmek versenye
- Jenitba – rendező: Slav Bakalov; Rumen Petkov
- L’anniversaire de Georges – rendező: Patrick Traon
- Stop – rendező: Krzysztof Kiwerski
- Uznik[7] – rendező: Bondo Sositaisvili

## Párhuzamos rendezvények

### Kritikusok Hete
- A Marvada Carne (Csodahús)[5] – rendező: André Klotzel
- Fucha – rendező: Michai Dudziewicz
- Kletka dlya kanareek – rendező: Pavel Csuhraj
- Kolp – rendező: Roland Suso Richter
- Le temps détruit – rendező: Pierre Beuchot
- The color of blood – rendező: Bill Duke
- Vertiges – rendező: Christine Laurent
- Visages de femmes – rendező: Désiré Ecaré

### Rendezők Kéthete
- A Flash Of Green – rendező: Victor Nunez
- Crossover Dreams – rendező: Leon Ichaso
- Da Capo – rendező: Pirjo Honkasalo és Pekka Lehto
- Dance with a stranger (Csak egy tánc volt)[5] – rendező: Mike Newell
- Desperatly Seeking Susan (Kétségbeesve keresem Susant) – rendező: Susan Seidelman
- Dim Sum: A Little Bit of Heart[8] – rendező: Wayne Wang
- Gazl el Banat – rendező: Jocelyn Saab
- Golubije gori, ili nyepravdopodobnaja isztorija (Kék hegyek, avagy egy hihetetlen történet) – rendező: Eldar Shengelaia
- Hob fawk habadet al haram – rendező: Atef El Tayeb
- Impiegati (Banktisztviselők) – rendező: Pupi Avati
- La ciudad y los perros (A város és a kutyák) – rendező: Francisco J. Lombardi
- La noche más hermosa (A legszebb éjszaka) – rendező: Manuel Gutiérrez Aragón
- Les Anges – rendező: Ridha Behi
- Lieber Karl – rendező: Maria Knilli
- Megfelelő ember kényes feladatra – rendező: Kovácsi János
- O erotas tou Odyssea – rendező: Vasilis Vafeas
- Osôshiki – rendező: Itami Dzsuzo
- The Innocent (A gyanúsított) – rendező: John Mackenzie

## Díjak

### Nagyjátékfilmek

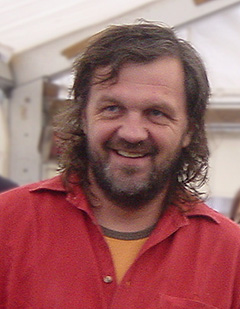
Emir Kusturica Brüsszelben (2005)

- Arany Pálma: Otac na sluzbenom putu (A papa szolgálati útra ment)[5] – rendező: Emir Kusturica
- A zsűri külön nagydíja: Birdy (Madárka) – rendező: Alan Parker
- A zsűri díja: Redl ezredes – rendező: Szabó István
- Legjobb rendezés díja: Rendez-vous (Randevú) – rendező: André Téchiné
- Legjobb női alakítás díja: 
  - Norma Aleandro – La historia oficial (A hivatalos változat)
  - Cher – Mask (Maszk)
- Legjobb férfi alakítás díja: William Hurt – Kiss of the Spider Woman (A pókasszony csókja)
- Legjobb művészi hozzájárulás díja: Mishima: A Life in Four Chapters (Misima) – rendező: Paul Schrader

### Rövidfilmek
- Arany Pálma (rövidfilm): Jenitba – rendező: Slav Bakalov; Rumen Petkov

### Arany Kamera
- Arany Kamera: Oriana – rendező: Fina Torres

### Egyéb díjak
- FIPRESCI-díj:
  - Otac na sluzbenom putu (A papa szolgálati útra ment) – rendező: Emir Kusturica
  - The Purple Rose of Cairo (Kairó bíbor rózsája) – rendező: Woody Allen
  - Visages de femmes[9] – rendező: Désiré Ecaré
- Technikai nagydíj: Insignificance (A színésznő és a relativitás) – rendező: Nicolas Roeg
- Ökumenikus zsűri díja: La historia oficial (A hivatalos változat) – rendező: Luis Puenzo
- Ökumenikus zsűri külön dicsérete: Le temps détruit – rendező: Pierre Beuchot
- Ifjúság díj külföldi filmnek: Dance with a stranger (Csak egy tánc volt)[10] – rendező: Mike Newell
- Ifjúság díj francia filmnek: Le thé au harem d’Archimède (Tea Archimedes háremében) – rendező: Mehdi Charef